# Federação de Futebol das Ilhas Virgens Americanas
A Federação de Futebol das Ilhas Virgens Americanas (em inglês: U.S. Virgin Islands Soccer Federation, ou USVISA) é o orgão dirigente do futebol nas Ilhas Virgens Americanas. Ela é a responsável pela organização dos campeonatos disputados no país, bem como da Seleção Nacional.